# Louis-Charles Malassez
Louis-Charles Malassez (ur. 21 września 1842 w Nièvre, zm. 22 grudnia 1909) – francuski lekarz i biolog.

## Życiorys i praca naukowa
W 1867 r. po ukończeniu studiów medycznych w Paryżu rozpoczął pracę jako stażysta. Podczas wojny francusko-pruskiej służył w 5. Korpusie Pogotowia Ratunkowego, po czym wrócił do Paryża, gdzie współpracował z wybitnymi lekarzami, do których zaliczali się m.in. Claude Bernard, Jean-Martin Charcot i Pierre Potain. W 1875 r. objął katedrę anatomii w Collège de France, a w 1894 został członkiem francuskiej Akademii Medycznej. Prowadził badania histologiczne krwi. W dziedzinie stomatologii opisał komórki resztkowe pochewki korzenia nabłonka w więzadle przyzębia. Od jego nazwiska pozostałe komórki nazwano komórkami nabłonkowymi Malasseza (ERM).
Zajmował się także badaniami grzybów wywołujących grzybice. Od jego nazwiska nazwano rodzaj grzybów Malassezia. Niektóre gatunki tego rodzaju (zwłaszcza Malassezia furfur) na ludzkiej skórze mogą powodować łojotokowe zapalenie skóry oraz grzybicę pstrą, a Malassezia pachydermatis powoduje u psów zapalenie ucha zewnętrznego.